# فوتبال در اسکاتلند
فوتبال (اسکاتس: fitbaa، گیلی اسکاتلندی: ball-coise) پرطرفدارترین ورزش در اسکاتلند و یکی از ورزش‌های ملی این کشور است. سنتی دیرینه از بازی‌های «فوتبال» در اورکنی، لوئیس و جنوب اسکاتلند، به ویژه اسکاتیش بوردرز وجود دارد؛ گرچه، بسیاری از اینها شامل حمل و پاس دادن توپ با دست می‌شوند و با وجود اینکه اسم «فوتبال» را با خود حمل می‌کنند، شباهت اندکی با این ورزش دارند.